# LittleBand
La LittleBand es una agrupación musical, compuesta por alumnos del Conservatorio Oficial de Música de la ciudad de Gijón (Asturias), especializada en música Jazz: swing, latino, balada, y demás estilos. Forma parte de la asignatura de Orquesta del conservatorio, ampliando de esta forma las posibilidades que ofrece una formación Jazzística en el Centro musical de Gijón.

## Bases
Desde hace muchos años, el Conservatorio Oficial de Música de Gijón cuenta con la BigBand, una agrupación musical de Jazz que ha recolectado grandes éxitos dentro y fuera del conservatorio, gracias a la calidad de su música y músicos.
La idea principal de la LittleBand es dar la posibilidad a los alumnos del Conservatorio de Música de Gijón de conocer una agrupación y un tipo de música muy poco desarrollados en los conservatorios: el lenguaje del Jazz. Además, con el comienzo de los conciertos cara al público, también mejora la oferta jazzística de la ciudad.

## Inicios
A partir de una sugerencia del profesor de trombón del Conservatorio en el curso 2004-2005, algunos alumnos de viento comenzaron una nueva singladura: la Little Band. Este conjunto sería la cantera de la BigBand, y formaría a los alumnos del Conservatorio durante las horas lectivas de la clase de Orquesta (una asignatura que no fomenta a este grupo de instrumentos).
Gracias a la gran cantidad de obras que tiene el Conservatorio de Jazz, la Little Band parte con un alto número de piezas para poder empezar a trabajar. Los nuevos aires dentro del conservatorio propiciaron la aceptación de la joven agrupación. A finales del curso 04-05 la Little Band da su primera actuación en el salón de actos del Conservatorio de Gijón.

## Directores
El director y profesor de la LittleBand durante sus primeros cinco años de historia, así como el precursor de la idea de formación de la agrupación musical, fue Alberto Castelló García.
Es natural de Val d'Uxó (Castellón). Inicia sus estudios en el C.I.A.C. Completa sus estudios de Grado Medio y Superior, en la especialidad de Trombón, en los Conservatorios de Castellón y Madrid, obteniendo la Mención de Honor en ambos. Asiste a cursos con los profesores Gilles Miliere, Jacques Mauger, R. Igualada, entre otros. Ha colaborado con distintas Orquestas: Orquesta Nacional de España, OSPA, Comunidad de Madrid, etc. Realiza el curso de Posgrado en Oviedo. Actualmente es profesor de trombón y otras asignaturas en el Conservatorio Profesional de Música de Oviedo.
Alberto Castelló García deja la docencia en el Conservatorio Profesional de Música de Gijón al final de la temporada 2008/2009 viniendo a sustituirlo Antonio Gómez Gómez, nuevo profesor de música en el conservatorio de Gijón de la asignatura de trombón y LittleBand.

## Conciertos Lúdico-Sensoriales
A principios del siguiente curso, el 2005-2006, la LittleBand comienza a participar en los Conciertos Lúdico-Sensoriales, una serie de actividades accesibles (imágenes y sonido) realizado por jóvenes músicos, con un presentador-animador que les introduce cada obra de forma lúdica.
El primero de estos Conciertos es en Vegadeo, donde obtiene un gran éxito. A partir de ese primer Concierto, la Little continuará en la serie de los mismos durante mucho tiempo.
Al año siguiente, en octubre de 2006, la LittleBand vuelve a obtener el éxito en Viveiro. En diciembre de ese mismo año, la agrupación da un concierto en el auditorio Príncipe Felipe, en Oviedo.

La Little es un conjunto que continuará llevando su espíritu humanitario mientras no se terminen los Conciertos Lúdico-Sensoriales, actuando por lugares de toda la geografía española.

## Componentes

### Actuales
Actualmente la Little Band está compuesta por:

#### Saxofones
Andrea Gómez, María González, Juanjo y Susana Recúpero

#### Trombones
Alberto Martínez, Óscar Expósito y Ángel Espinosa.

#### Trompetas
Rubén Vega, Luis Ángel Sánchez, Aroa González y Elías Ortiz

#### Guitarra
Luis

#### Bajo
Santiago

#### Piano
Alejandro

#### Percusión
Actualmente la sección de percusión de la LittleBand de Gijón está formada por Sergio Álvarez Ruiz, Gonzalo García Carro y Juan Vidal Díaz aunque para ciertos conciertos acude como voluntario Enol Puertas.

### Antiguos Componentes
Anteriormente han pasado por la Little Band:
Saxofones: Javier Vázquez, Borja Moreira, María Álvarez, Marta, Víctor M. Suárez, Gloria Rodríguez, David Ortal, Diego González.
Trombones: Guillermo Álvarez, Rafael Magdalena, Diego Alonso, Francisco Alejandro Carriols, Alfredo Oria de Rueda, Néstor Santos, Clara Ortal y Laura.
Tuba:Laura Sanz y Iago Lois Fernández.
Trompetas:Guillermo Puente, Reyes Fernández, Cristina Guardado, Enol Patallo, Miriam Junquera, Sara Ortal y Víctor Casado.
Guitarra:Fran, Mario Álvarez, Pablo Lavandera y Guillermo García Carro
Bajo: Alejandro de Antonio.
Percusión: Nieves Ania López, Elena Garzón Mieres, Fermín Ordiales, Laura Rubiera Martínez, Jorge Rodríguez Martínez, Casandra Busto Rey, Gonzalo Montes, Sabino Ania López, Carolina Busto Rey, Fernando Díaz, Marcelino Díaz, Perú Mariu Rosas, Gonzalo Guardiola, Cecilia Arbesú, Marina Carracedo, Alba Prieto, Daniel González, Pablo Sánchez, Almudena Sanz, Ángela Bango, Santiago Cabrero, Carlos Castaño, Enol Fano, Sara Polo, Pablo Rioboó, Asur Álvarez, Enol Puertas, Iyán Puertas y Pier Stefano.
Voz: Sandra Gutiérrez, Sara Cangas e Inés.
Piano:Diego Ena, Carla Armas, Laura Rubier y Nacho Soto

## Encuentros con Bob Sands
Desde diciembre de 2008, la LittleBand ha realizado diferentes encuentros con el saxofonista neoyorquino Bob Sands, a la que dirigió en un concierto en el centro municipal integrado Gijón Sur.
Bob es un músico de Jazz que ha participado en giras internacionales con las orquestas de Lionel Hampton y The Glenn Miller Orchestra. A nivel internacional, ha tenido la oportunidad de tocar junto a: Lionel Hampton, Dizzy Gillespie, Paquito d’Rivera, Gerry Mulligan, Mel Lewis, Gary Smulyan, Clark Terry, Mark Murphy, Dee Dee Bridgewater, Ron McClure, George Mraz, Kurt Weiss and J.J. Johnson, entre otros. Desde que se trasladó a España ha actuado con Perico Sambeat, Jorge Pardo, Chano Domínguez, Pedro Iturralde, Albert Bover, Iñaki Salvador, Horacio Icasto, Javier Colina, Mario Rossy, Jorge Rossy, Bernardo Sasseti, Guillermo McGill, Chris Kase, Mikel Andueza, Yayo Morales y el grupo Calle Caliente, entre otros. En 1998, graba su primer disco como líder en España para el sello Fresh Sound New Talent, en el que también participan Albert Bover, Carlos Barretto, Philipe Soiratt, Perico Sambeat y Kurt Weiss. Actualmente, trabaja como líder de varios proyectos, Músico "freelance" y profesor en Musikene en San Sebastián. Sus proyectos de momento incluyen su trío, cuarteto y The Bob Sands Big Band, que dirige cuando sus obligaciones como músico de grabaciones y solista lo permiten. Es músico habitual en grabaciones y giras de artistas pop nacionales: Joaquín Sabina, Miquel Ríos, Marta Sánchez, Lolita Flores, Antonio Flores, Martirio, Víctor Manuel, Ana Belén, Joan Manuel Serrat entre muchos otros artistas más.
Nació en Manhattan, 1966, y estudió piano desde los 5 años. A los 9 años, empieza a estudiar el saxofón. Obtiene el Bachelor of Music Degree en Saxofón clásico de Eastman School of Music (Universidad de Rochester) en 1988; y más delante, obtiene el Master of Music Degree (Música de Jazz y Comercial) de Manhattan School of Music en 1991 con honores. En 1987 y 1988, recibe El Premio Honorable Mention de la revista DownBeat. Sus profesores principales fueron Ramón Ricker, Bob Mintzer, Bill Dobbins, Ray Wright, Al Regni y George Coleman. En 1992 se traslada a Madrid, donde vive actualmente.

## Conciertos
La LittleBand ha ofrecido conciertos en:

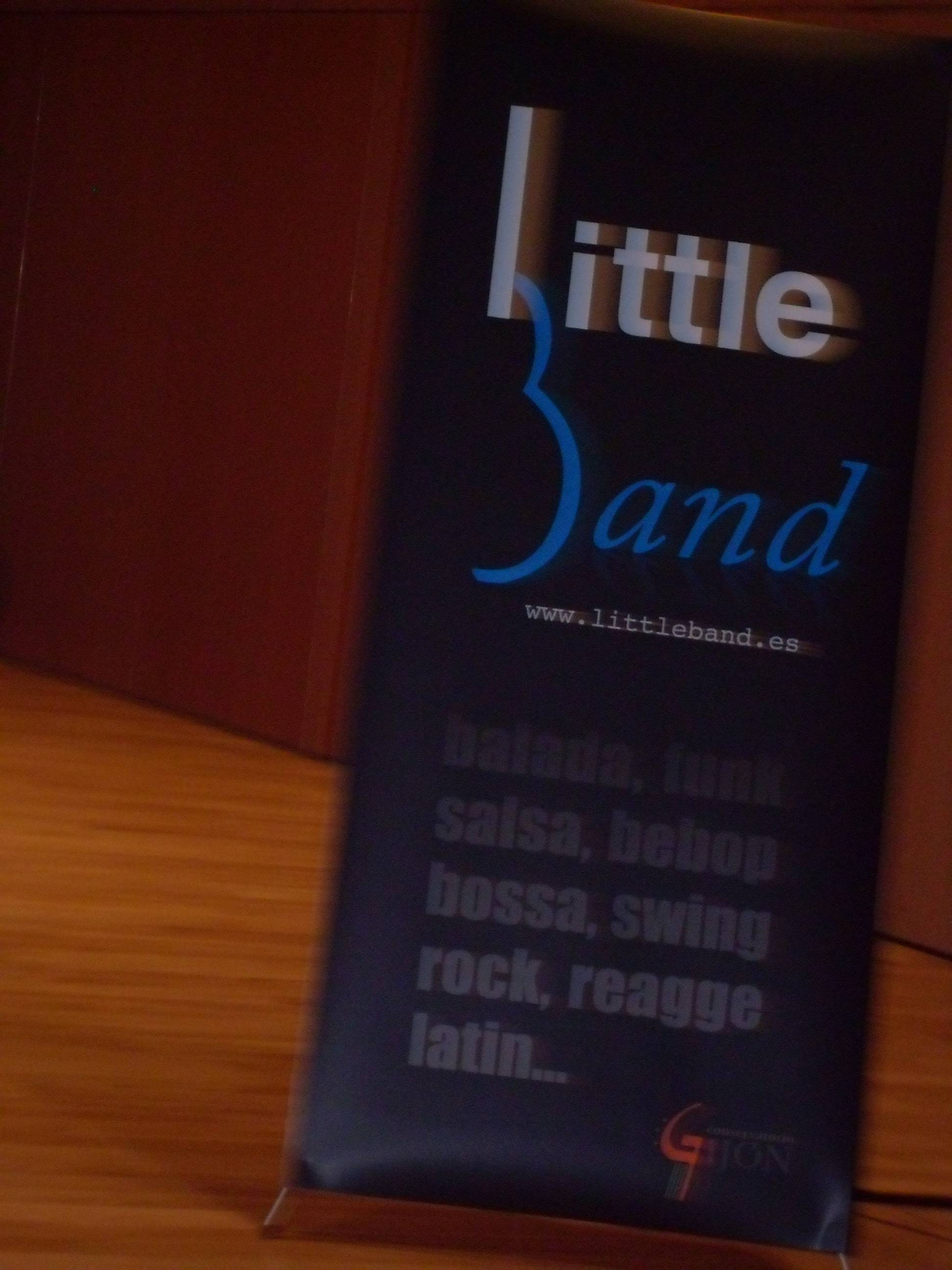
Cartel durante el Concierto en Burgos.

- En el Salón de Actos del Conservatorio Profesional de Música de Gijón (26 de mayo de 2005 y 22 de noviembre de 2007)
- En el Teatro de El Entrego (octubre de 2005, 17 de octubre de 2009 y 16 de octubre de 2010)
- En la Casa de la Cultura de Vegadeo (25 de marzo de 2006)
- En el Centro Municipal Integrado de Pumarín "Gijón Sur" (30 de mayo de 2006, 24 de mayo de 2007, 24 de mayo de 2008, y 18 de marzo de 2010)
- En la Casa de Cultura de Vivero (Lugo) (28 de octubre de 2006)
- En el Auditorio "Príncipe Felipe" de Oviedo (12 de diciembre de 2006)
- En el Conservatorio de Música de Astorga (León) (7 de junio de 2007)
- En la Casa de Cultura de Ponferrada (León) (8 de junio de 2007)
- En la Casa de Cultura de Burela (Lugo) (29 de marzo de 2008)
- En el Conservatorio de Música de Zamora (17 de abril de 2008)
- En el Centro Municipal Integrado del Llano de Gijón (24 de abril de 2008, 8 de mayo de 2008 y 30 de abril de 2009)
- En el Casino de Gijón (6 de junio de 2008)
- En el teatro de la Universidad Laboral de Gijón (27 de junio de 2008)
- En el Conservatorio de Música de Burgos (9 de mayo de 2009)
- En el paraninfo de la Universidad Laboral de Gijón (10 de febrero de 2010)